# Amathomyia persiana
Amathomyia persiana är en tvåvingeart som beskrevs av Hermann 1912. Amathomyia persiana ingår i släktet Amathomyia och familjen rovflugor. Inga underarter finns listade i Catalogue of Life.